# Stazione di Iwane
La stazione di Iwane (巌根駅?, Iwane-eki) è una stazione ferroviaria situata nella città di Kisarazu, nella prefettura di Chiba in Giappone, ed è servita dalla linea linea Uchibō della JR East.

## Linee
East Japan Railway Company
■ Linea Uchibō

## Struttura
La stazione è dotata di due banchine laterali con due binari passanti collegati al fabbricato viaggiatori da una passerella.
| 1 | ■ Linea Uchibō | per Soga, Chiba e Tokyo               |
| 2 | ■ Linea Uchibō | per Kisarazu, Tateyama e Awa-Kamogawa |

## Stazioni adiacenti
| «               | Servizio      | »            |
| Linea Uchibō    | Linea Uchibō  | Linea Uchibō |
| --------------- | ------------- | ------------ |
| NaSodegauraaura | Locale Rapido | Kisarazu     |